# マイティ・マウス (アニメ)
『マイティ・マウス』（英語: Mighty Mouse）は、テリー・トゥーンズが発表した短編アニメーション映画のシリーズである。本項では、同シリーズのリメイク版『新マイティマウス』についても触れる。

## 概要
1942年に劇場用作品として発表された。当初は『スーパーマウス』というタイトルだったが、後に『マイティ・マウス』へ改題された。その後も、1955年12月10日から1967年9月2日までアメリカ合衆国のCBSで放送された。
『スーパーマン』と似た設定で、ネズミのスーパーヒーローであるマイティ・マウスが活躍する。仲間のネズミたちがネコに襲われたり、あるいは人間世界で悪人が犯罪を犯した場合などに、それまで普通のネズミであった主人公が、怪力で空も飛べるマイティ・マウスに変身し、悪を倒して事件を解決する、というのが一般的な流れである。しかし、危機や事件が大詰めになった時にどこからともなくマイティ・マウスがやって来て落着するという場合も少なくない。準レギュラー的存在として純情可憐な美女ネズミのパール・ピュアハートがおり、彼女が悪人やネコによって危機に陥った時にマイティ・マウスが現れて救出するというパターンもしばしば見られる。
スタイルはスーパーマンと似ており、体を覆うコスチューム、腰には短いパンツ、背中にはマントを付けているが、胸にはマークなどは無い。

## 登場人物
マイティ・マウス
声 - トム・モリソン , 佐々木功（日本語吹き替え版）
作品の主人公。自由に空を飛び、弾丸もはね返す強靭な体と、自分より大きなネコや人間の悪人をも吹っ飛ばす怪力を持つ。
パール・ピュアハート（プリティーちゃん）
声 - キャロル・ローレンス
可憐で美しく若い雌のネズミ。危機に陥った時にマイティ・マウスに助けられる役回りを演じる。日本語吹き替え版ではプリティーちゃん。
ガンディ・グース
声 - アーサー・ケイ
短編作品『Gandy The Goose』にて初登場。
ナレーター
声 - 関敬六（日本語吹き替え版）
マイティがやって来ると「来た！マイティマウス、強いなあ！」、事件が解決すると「やっぱりマイティマウスは強いなあ！」と、毎回マイティを褒め称える。これは日本語版独自の台詞であるため、英語版には無い。
- その他(バージョンは不明) - 矢田稔[2]

## テリー・トゥーンズ時代の短編作品
1. The Mouse of Tomorrow
2. Frankenstein's Cat
3. He Dood It Again
4. Pandora's Box
5. Super Mouse Rides Again
6. Down With Cats
7. The Lion And The Mouse
8. The Wreck Of The Hesperus
9. The Champion Of Justice
10. Mighty Mouse Meets Jekyll And Hyde Cat
11. Eliza On The Ice
12. Wolf! Wolf!
13. The Green Line
14. Mighty Mouse And The Two Barbers
15. Sultan's Birthday
16. At The Circus
17. Mighty Mouse And The Pirates
18. The Port Of Missing Mice
19. Raiding The Raiders
20. The Kilkenny Cats
21. The Silver Streak
22. Mighty Mouse And The Wolf
23. Gypsy Life
24. Mighty Mouse Meets Bad Bill Bunion
25. Krakatoa
26. Svengali's Cat
27. The Wicked Wolf
28. My Old Kentucky Home
29. Throwing The Bull
30. The Johnstown Flood
31. The Trojan Horse
32. Winning The West
33. The Electronic Mouse Trap
34. The Jail Break
35. The Crackpot King
36. Mighty Mouse And The Hep Cat
37. Crying Wolf
38. The Dead End Cats
39. Aladdin's Lamp
40. The Sky Is Falling
41. Mighty Mouse Meets Deadeye Dick
42. A Date for Dinner
43. The First Snow
44. A Fight To The Finish
45. Swiss Cheese Family Robinson
46. Lazy Little Beaver
47. Mighty Mouse And The Magician
48. The Feudin' Hillbillies
49. The Witch's Cat
50. Loves Labor Won
51. Triple Trouble
52. The Mysterious Stranger
53. Magic Slipper
54. The Racket Buster
55. A Cold Romance
56. The Catnip Gang
57. Perils of Pearl Pureheart
58. Stop, Look and Listen
59. Anti-Cats
60. Law and Order
61. Beauty on the Beach
62. Mother Goose's Birthday Party
63. Sunny Italy
64. Goons from the Moon
65. Injun Trouble
66. A Swiss Miss
67. A Cat's Tale
68. Prehistoric Perils
69. Hansel and Gretel
70. Happy Holland
71. Hero for a Day
72. Hot Rods
73. When Mousehood was in Flower
74. A Soapy Opera
75. The Helpless Hippo
76. Reformed Wolf
77. Spare the Rod
78. Outer Space Visitor
79. The Mysterious Package
80. Cat Alarm

フジテレビ放送時の邦題は以下の通り。
- 明日のねずみ達（The Mouse of Tomorrow）
- ねずみの遺産（The Champion of Justice）
- 子羊の危機（Wolf! Wolf!）
- 猫VSねずみと犬（THE SILVER STREAK）
- ジプシーとこうもりねこ（Gypsy Life）
- スリーピー歌姫を救う（Mighty Mouse Meets Bad Bill Bunion）
- 子ねずみ誘拐事件（Svengall's Cat）
- なまけものビーバーちゃん（Lazy little Beaver）
- 略奪結婚（Loves Labor Won）
- マイティ北陸へ行く（A Cold Romance）
- ガスのあぶく（Beauty on The Beach）
- 天変地変（不明）
- 3匹の無法者（不明）

## 新マイティマウス
『新マイティマウス』（英語: The New Adventures of Mighty Mouse and Heckle & Jeckle）は、1979年にアメリカで放送されたフィルメーション制作のテレビシリーズ。日本では1980年代中頃にフジテレビで『マイティマウス』のタイトルで放送された後、1998年9月23日から2001年12月にかけてスーパードラマTVで『新マイティマウス』のタイトルで再放送された。ただし吹替声優は異なる。

### 登場人物
マイティ・マウス
声 - アラン・オッペンハイマー
プリティーちゃん（パール・ピュアハート）
声 - ダイアン・パーシング
ナレーション
声 - アラン・オッペンハイマー

### 吹替スタッフ
日本語版制作：フジテレビ、グロービジョン

## マイティ・マウス・ザ・ニュー・アドベンチャーズ
『マイティマウス・ザ・ニュー・アドベンチャーズ』（英語: Mighty Mouse The New Adventures）は、1987年11月22日から1988年10月22日までCBSで放送された、日本未放送。ラルフ・バクシが監督を務め、後に有名になったアニメーターも多数参加した。

### 登場人物
マイティマウス(マイク・マウス)
声 - パトリック・ピニー
主人公。
パール・ピュアハート
声 - マギー・ロズウェル
スクラッピー・マウス
声 - ダナ・ヒル
マイティの正体を知る孤児。
バットバット
声 - チャールズ・アドラー
サワー・パス
声 - ジョー・アラスカイ
The Cow
声 - マイケル・パタキ
アクア・グッピー
マイティの友である魚。普段は金魚鉢の中に住んでいる。
ナレーター
声 - ビュー・ウィーバー

### サブタイトル
放送順はアメリカ合衆国での放映に合わせる。
| 回               | 原題                                                       | 邦題             |
| シーズン1 (1987) | シーズン1 (1987)                                           | シーズン1 (1987) |
| ---------------- | ---------------------------------------------------------- | ---------------- |
| 1                | Night on Bald Pate / Mouse from Another House              |                  |
| 2                | "Me-Yowww! / Witch Tricks"                                 |                  |
| 3                | Night of the Bat-Bat / Scrap-Happy                         |                  |
| 4                | Catastrophe Cat / Scrappy's Field Day                      |                  |
| 5                | The Bagmouse / The First Deadly Cheese                     |                  |
| 6                | This Island Mouseville / Mighty's Musical Classics         |                  |
| 7                | The Littlest Tramp / Puffy Goes Berserk                    |                  |
| 8                | The League of Super-Rodents / Scrappy's Playhouse          |                  |
| 9                | All You Need is Glove / It's Scrappy's Birthday            |                  |
| 10               | Aqua-Guppy / Animation Concerto                            |                  |
| 11               | The Ice Goose Cometh / Pirates with Dirty Faces            |                  |
| 12               | Mighty's Benefit Plan / See You in the Funny Papers        |                  |
| 13               | Heroes and Zeroes / Stress for Success                     |                  |
| シーズン2 (1988) |                                                            |                  |
| 14               | Day of the Mice / Still Oily After All These Years         |                  |
| 15               | Mighty's Wedlock Whimsy / Anatomy of a Milquetoast         |                  |
| 16               | Bat with a Golden Tongue / Mundane Voyage                  |                  |
| 17               | Snow White & the Motor City Dwarfs / Don't Touch that Dial |                  |
| 18               | Mouse and Supermouse / The Bride of Mighty Mouse           |                  |
| 19               | A Star is Milked / Mighty's Tone Poem                      |                  |

### 論争
『マイティ・マウス・ザ・ニュー・アドベンチャーズ』は時折論争を巻き起こすことがあり、たとえば "Mighty's Wedlock Whimsy" という回では、サブキャラクターのガンディ・グースと Sourpuss が一緒にシャワーを浴びる場面や、マイティの夢の中でパールとマイティの敵である精神異常者カウの間にできた私生児が登場する場面が論争の的となった。"The Littlest Tramp" という回は、マイティのある動作が麻薬の吸引動作に似ているという事で大きな問題となった。その回の制作段階で、編集担当のトム・クレインはマイティマウスが粉々になった花びらの匂いを嗅ぐシーンがコカインの吸引の動作に似ていることに気付いた。監督であるバクシは当初そのシーンを確認していなかったこともあり、クレインが大げさを言っているだけだろうと考えつつも、クレインの意見に同意した。アニメーターのジョン・クリクファルセーは場面の削除に懐疑的な態度を示し、「動作自体に問題はないからその場面は残すべきだ」と主張した。バクシはクリクファルセーの意見に従い、クレインにそのシーンを残すように指示した。この回は、ネットワーク局の重役たちやCBSの放送基準部門の審査もパスし、1987年10月31日の本放送でその場面が流された時点では、大きな問題にはならなかった。
本放送から半年以上経過した1988年6月6日、アメリカ家族協会 (American Family Association; AFA) の代表であるドナルド・ウィルドモンが、"The Littlest Tramp" にコカイン吸引シーンがあると発言したことでマスコミを巻き込んだ騒動に発展した。ウィルドモンは、成人向けユーモアに満ちた漫画『フリッツ・ザ・キャット』で知られるバクシが『新マイティ・マウス』の監督を務めたことに触れ、「CBSはわざとエロ漫画家に子供向けアニメを作らせ、アニメヒーローがコカインを吸引する場面を挿入することに何の異論も唱えなかった」と指摘した。
これに対してバクシは「あなたは『わんわん物語』でも似たようなスチルを抜き出して同じようなことを言うでしょう。『フリッツ・ザ・キャット』はポルノではなく、社会的な主張です。これではまるで第三帝国時代の言論統制かマッカーシズムじゃないですか。誰が何を吸い込んでいようか、私は興味ありません。これはおかしいですよ!」と反論した。その後、バクシは「わたしは麻薬が大嫌いです。アニメの中でキャラクターにコカインを吸わせるつもりはありません ウィルドモンはそのシーンの文脈を避けて描写したのです。。マイティは、自分のために愛情を込めて花を売ってくれた少女を思い出しながら、粉々になった花びらの香りをかいで幸せに浸っていたんです。たとえあなたが正しかったとしても、それでは我々が呼吸をすることすら悪いことだということになってしまいます。なので、私はそのシーンをカットします。子供たちにマイティがコカインを吸引するところなんて想像してほしくありませんからね」とその回を封印作品にしてほしくないという意思を示し、CBSからの要望を受けたクレインはそのシーンを再放送用のマスターテープから削除した。
ウィルドモンは場面カットを受けて「これで事実上マイティ・マウスがコカインを吸引しているということになった」と述べ、一連の騒動がウィルドモンに正当性があると子供たちが考えるのを恐れたバクシは、再放送用テープから3秒間のシーンを削除することに同意した。
AFAはバクシの降板も求めたが、CBSは1988年7月25日の声明でバクシの降板は行わないことを発表した。

## 日本での展開
日本では、まずKRテレビ（現・TBSテレビ）が1957年7月21日から1958年4月27日まで『不二家の時間』枠で放送した後、1958年5月19日から同年9月30日まで月曜 - 土曜 18:00 - 18:15 （日本標準時）に放送した（月曜日の放送は6月16日までで、6月23日からは「子供の教室」を放送している）。続いて毎日放送が1959年10月8日からから12月31日まで木曜18:15 - 18:45枠で放送。並行して18:00 - 18:15枠でも月・水・金で放送し、徐々に曜日を減らして最終的には水曜のみになり、1960年6月29日まで放送した。そしてフジテレビ系列局が1963年6月5日から同年12月4日まで水曜19:00枠で放送していた。他に、東京12チャンネル（現・テレビ東京）も1968年11月5日から1969年4月29日まで火曜18:00枠で『進め!マイティマウス』と題して放送し、中部日本放送（現・CBCテレビ）も1969年7月から同年12月まで月曜16:45枠で『まんがマイティマウス』と題して放送していた。
フジテレビは『おはようマンガ劇場』での再放送も行っていた。また、同じ海外作品である『ヘッケルとジャッケル』とセットにしたアニメコンプレックス枠『ヘッケルとマイティ』（1965年6月1日 - 1965年7月20日、火曜19:30枠）と『いこうぜヘッケル まけるなマイティ』（1966年4月5日 - 1966年6月27日、日曜18:00枠）を設けていたこともある。
21世紀に入ってからは、スーパー!ドラマTVが『マイティマウス』（2001年7月 - 2001年8月）と『新マイティマウス』（2001年9月 - 2001年12月）を放送していた。
これら日本で放送されたバージョンも、英語版の「マイティ・マウスの歌」を主題歌にしていた。マイティ・マウスのほか、他のテリー・トゥーンズ作品（例：「僕は会社の社長さん」（JOHN DOORMAT: another day another doormat）、「ノイローゼはなおるよ」（HOW TORELAX）など）も日本で放送されたとみられる。佐々木がマイティとして歌うシーンは、作詞家の小林亜星が作っていた。

## 映画
「マイティマウス 宇宙の大追跡」（Mighty Mouse in the Great Space Chase）は、アメリカ合衆国で1982年12月10日に公開されたアニメ映画。
日本ではビデオスルーとして1985年11月20日に字幕スーパー版のVHSが映音から発売された（規格品番：EN-3003）。

### キャスト
マイティ・マウス
声 - アラン・オッペンハイマー
パール
声 - ダイアン・パーシング

### スタッフ
- 監督 - エド・フリードマン、ルー・カチバス、マーシュ・ラモア、グウェン・ウェッツラー、ケイ・ライト、ルー・ズーカー
- 制作 - ドン・クリステンセン、ノーム・プレスコット、ルー・シェイマー
- 撮影 - RWポープ
- 編集 - アール・ビドル、ジム・プロジェット、アン・ハガーマン
- 音楽 - レイ・エリス、ノーム・プレスコット
- 製作 - フィルメーション、バイアコム